# Elecciones presidenciales de Burundi de 2015
Se celebraron elecciones presidenciales en Burundi el 21 de julio de 2015. El presidente Pierre Nkurunziza se postuló para un tercer mandato a pesar de la controversia sobre si era elegible para candidatearse de nuevo. La oposición boicoteó la votación, y Nkurunziza ganó la reelección. Las elecciones ocurrieron en el contexto de la crisis política en Burundi de 2015.
Las elecciones se celebraron mediante el sistema de dos vueltas. Si ningún candidato obtenía la mayoría de los votos en la primera ronda, se habría llevado a cabo una segunda ronda.

## Candidatos

### Controversia por la reelección de Nkurunziza
El partido gobernante CNDD-FDD y la oposición no estaban de acuerdo sobre si el presidente Pierre Nkurunziza era elegible para postularse para un tercer período en el cargo. Los aliados de Nkurunziza afirmaron que era elegible para un tercer mandato, ya que su primer mandato se inició después de haber sido elegido por el Parlamento en 2005 en lugar de una votación popular, por lo que no fue incluido en el límite de plazo.
En abril de 2015, el CNDD-FDD nominó a Nkurunziza oficialmente como candidato. La decisión provocó días de protestas y enfrentamientos con la policía en Buyumbura. El gobierno denunció los disturbios y acusó a la oposición de tratar de reavivar la violencia y las tensiones étnicas de la guerra civil.
El 5 de mayo de 2015, el Tribunal Constitucional dictaminó que Nkurunziza era elegible para presentarse a un tercer mandato. El vicepresidente del tribunal Sylvere Nimpagaritse huyó del país luego del fallo diciendo que la mayoría de los jueces de los tribunales consideraron inconstitucional la candidatura de Nkurunziza, pero que habían estado bajo presión para cambiar de opinión.
La Unión Africana y los Estados Unidos le solicitaron a Nkurunziza no postularse de nuevo. El 19 de mayo, tras una reunión de los líderes de la región, el presidente de Sudáfrica, Jacob Zuma, instó a que las elecciones que se retrasaran indefinidamente.
Nkurunziza inició su campaña de reelección el 25 de junio.

### Oposición
En diciembre de 2014 se anunció que ocho partidos de la oposición presentarían un candidato común para las elecciones presidenciales, como que así también competirían juntos en las elecciones parlamentarias.
El 10 de junio de 2015, varios líderes de la oposición pidieron un boicot de las elecciones, rechazando la idea de la celebración de la votación en medio de continuas protestas y controversias respecto a la reelección de Nkurunziza y quejándose de que la elección debería haberse retrasado aún más, especialmente por el llamado de la Comunidad Africana Oriental de una demora de seis semanas.
17 partidos de la oposición anunciaron el 26 de junio que iban a boicotear las elecciones. Aunque los candidatos de la oposición se retiraron de la carrera electoral y llamaron a un boicot, sus nombres se mantuvieron en las papeletas.

## Traslado de fechas
El 27 de mayo, el gobierno instó a los ciudadanos a donar dinero para ayudar a financiar las elecciones, en respuesta a la posibilidad de que la ayuda financiera exterior se cortara. El 31 de mayo, los líderes regionales de la Comunidad Africana Oriental llamadaron a que la elección se retrasara por seis semanas. Mientras que el gobierno de Burundi respondió positivamente, los manifestantes estaban furiosos de que dicho organismo no dijo nada sobre la candidatura de Nkurunziza.
El 8 de junio de 2015, la comisión electoral propuso que la fecha de la elección presidencial se trasladase del 26 de junio al 15 de julio, retrasando la votación por casi tres semanas.
Con toda la oposición, entre ellos el candidato clave de la oposición Agathon Rwasa, llamando a un boicot, el Secretario General de las Naciones Unidas Ban Ki-moon, pidió a fines de junio otro aplazamiento el mismo día, «con el fin de crear un entorno propicio para las elecciones incluyentes, pacíficas y transparentes», e instó a un diálogo entre el gobierno y la oposición. Albert Shingiro, representante Permanente de Burundi ante la ONU, rechazó la idea de posponer la votación de nuevo. Sostuvo que era constitucionalmente necesario celebrar la votación como lo planeado y que hacer lo contrario significaría un «vacío institucional», y dijo que sería inaceptable para la abrumadora mayoría de los votantes que se realizaran tarde por una pequeña «minoría radical que se opuso a la celebración de las elecciones en la fecha prevista».
El 11 de julio de 2015, en respuesta a las peticiones de los líderes de la región, el gobierno anunció un nuevo retraso, empujando la elección por seis días al 21 de julio. Aunque los líderes regionales habían pedido un retraso al 30 de julio para dar tiempo a una posible mediación coordinada por el presidente de Uganda, Yoweri Museveni, el gobierno señaló que el requisito constitucional es que la votación se celebrase a más tardar el 26 de julio, un mes antes a la expiración del mandato de Nkurunziza.
Con la elección a sólo unos días, el esfuerzo de mediación fue en gran medida infructuoso. Museveni actuó como mediador durante un día y luego colocó al Ministro de Defensa de Uganda, Crispo Kiyonga, a cargo del esfuerzo. Los representantes gubernamentales no asistieron a las conversaciones el 19 de julio, y en consecuencia fueron suspendidas.

## Resultados
La comisión electoral anunció el 24 de julio de 2015 que Nkurunziza había ganado las elecciones con el 69,41 % de los votos. Agathon Rwasa se colocó segundo con el 18,99 %, a pesar de llamar a un boicot. El CNDD-FDD describió la reelección de Nkurunziza como una «impresionante victoria» y un «milagro divino».
| Candidato                            | Partido                                      | Votos     | %     |
| ------------------------------------ | -------------------------------------------- | --------- | ----- |
| Pierre Nkurunziza                    | CNDD-FDD                                     | 1.961.510 | 69,41 |
| Agathon Rwasa                        | Independientes de la Esperanza               | 536.625   | 18,99 |
| Gerard Nduwayo                       | Unión para el Progreso Nacional              | 60.380    | 2,14  |
| Jean Minani                          | Frente para la Democracia en Burundi–Nyakuri | 38.554    | 1,36  |
| Jacques Bigirimana                   | Fuerza Nacional de Liberación de Burundi     | 28.609    | 1,01  |
| Domitien Ndayizeye                   | Rally Nacional para la Reforma               | 19.996    | 0,71  |
| Jean De Dieu Mutabazi                | Coaliicón para la Paz en África              | 4.436     | 0,16  |
| Sylvestre Ntibantungaya              | Gira Ijambo                                  | 3.952     | 0,14  |
| Inválidos                            | Inválidos                                    | 103.420   | 3,66  |
| Abstenciones                         | Abstenciones                                 | 68.590    | 2,43  |
| Total                                | Total                                        | 2.826.072 | 100   |
| Votantes registrados / participación | Votantes registrados / participación         | 3.848.119 | 73,44 |
| Fuente: Adam Carr                    |                                              |           |       |

## Consecuencias
Nkurunziza prestó juramento para su tercer mandato el 20 de agosto de 2015. La ceremonia no fue anunciada hasta el mismo día en que se celebró. Hablando en la ocasión, que describió su reelección como «una victoria de todos los burundianos». Prometió que si sus enemigos continúan con la violencia, serían golpeados «con la ayuda de Dios» y «dispersados como la harina lanzada al aire». Ese día también tomó juramento el nuevo vicepresidente y otros miembros del ejecutivo. Los partidarios de Rwasa adoptaron una actitud conciliatoria hacia el gobierno y fueron designados para dirigir cinco ministerios de poca importancia. Los principales ministerios quedaron a cargo de simpatizantes de Nkurunziza de línea dura.